# Йованович, Миодраг (1977)
Ми́одраг Йова́нович (серб. Миодраг Јовановић; 24 марта 1977, Ниш, СФРЮ) — сербский футболист, защитник.

## Карьера
Воспитанник футбольного клуба «Раднички» из города Ниш. Начинал свою профессиональную карьеру в «Железничаре», затем перешёл в «Звездару». С 2000 года играет в российских клубах, в этот же год успел сыграть в «Спартаке-Чукотке», а также в основном и дублирующем составах «Черноморца» из Новороссийска. С 2001 по 2009 год играл в подмосковных «Химках» и стал ключевым игроком их основного состава. Покинул клуб после его вылета из Премьер-лиги, сейчас свободный агент.